# Passage (ridsport)

Passage.

Passage är inom ridsport en rörelse inom dressyr, som räknas till den högre skolan av klassisk dressyr. Passage utmärker sig genom ökad bakbensaktivitet i hästen, en mycket hög grad samling och kadens, samt elasticiteten och elektriciteten i rörelsen. Allvarliga fel i passage är enligt FEI bl.a. ojämnheter i takten, ryckiga benrörelser och "släpande" bakben. Passage är nära besläktat med piaff, men sker till skillnad från denna under rörelse framåt. Vanligtvis lärs passagen ut genom att först lära hästen piaff, och sedan använda piaffen för att hjälpa hästen hitta sin passage. Inlärningen är dock mycket individuell, och träningsmetoden måste i hög grad anpassas efter hästen. 
Passagen liknar också den trav en häst kan ha när den visar upp sig för andra hästar; då kallas den dock i regel inte passage, då passagen grundar sig i spänst, inte spänning. Denna trav brukar istället kallas för balanstrav. 